# Lorius hypoinochrous
Il lori panciaviola (Lorius hypoinochrous) è un uccello della famiglia degli Psittaculidi, endemico di Papua Nuova Guinea.